# Elasmus smithii
Elasmus smithii är en stekelart som beskrevs av Howard 1894. Elasmus smithii ingår i släktet Elasmus och familjen finglanssteklar. Inga underarter finns listade i Catalogue of Life.